# Paraíso (2009)
Paraíso é uma telenovela brasileira produzida e exibida pela TV Globo de 16 de março a 2 de outubro de 2009, em 173 capítulos. Substituiu Negócio da China e foi substituída por Cama de Gato, sendo a 73ª "novela das seis" exibida pela emissora.
Escrita por Benedito Ruy Barbosa, com colaboração de Edmara Barbosa e Edilene Barbosa, é um remake da telenovela homônima de 1982, e contou com a direção de André Felipe Binder, Pedro Vasconcelos e Paulo Ghelli, sob direção geral e núcleo de Rogério Gomes.
Contou com Nathalia Dill, Eriberto Leão, Vanessa Giácomo, Guilherme Winter, Mauro Mendonça, Reginaldo Faria, Cristiana Oliveira e Cássia Kis nos papéis principais da trama.

## Enredo
Em 1979, enquanto visitava uma feira do sertão baiano, Eleutério (Reginaldo Faria) se deparou com uma estranha relíquia: uma garrafa que dizia-se ter um diabinho dentro, a qual ele acabou comprando por curiosidade, apesar do aviso de que aquilo mudaria sua vida para sempre. Porém, quando sua esposa Nena (Luli Miller) faleceu durante o parto do filho do casal, o fazendeiro passou a acreditar que a desgraça era obra do tal diabinho, atribuindo a ele também a paternidade do recém-nascido. Apesar de se mudarem para Paraíso, no interior do Mato Grosso, a lenda acompanhou a família, fazendo com que Zeca (Eriberto Leão) ficasse conhecido em toda região como o "filho do diabo". Após 25 anos, Zeca se tornou um rapaz valente e de bom coração, que monta touros bravos como nenhum outro peão e retorna à Paraíso depois de longos anos estudando agronomia no Rio de Janeiro para cuidar dos negócios da família. Não tarda para ele cruzar com a bela Maria Rita (Nathalia Dill) e um intenso amor nascer entre eles.
A moça, porém, foi criada de forma conservadora pela mãe, a beata Mariana (Cássia Kis), que a prometeu como freira ainda recém-nascida, alimentando histórias de que a menina trazia consigo a santidade, o que a fez ficar conhecida como "Santinha". O pai da moça, Antero (Mauro Mendonça), nunca teve forças para se colocar contra as histórias inventadas pela mulher, vivendo um casamento infeliz, embora seja apaixonado pela empregada, Candinha (Cris Vianna). Ao completar 20 anos, Santinha é levada ao convento, porém é dispensada pela Madre Superiora ao perceber que a moça não tinha vocação para ser freira devido às confissões amorosas. Mariana passa a acreditar que o "filho do diabo" enfeitiçou a moça e faz de tudo para manter os dois afastados. Além disso, o casal tem outra interferência, Rosinha (Vanessa Giácomo), moça venenosa que sempre foi apaixonada pelo rapaz e ignora os sentimentos de Terêncio (Alexandre Nero), além de Otávio (Guilherme Winter), amigo de Zeca nos tempos de faculdade no Rio de Janeiro, que tenta conquistar o coração de Maria Rita, rompendo a amizade com Zeca.
Ainda há Maria Rosa (Fernanda Paes Leme), moça forte e independente, filha do prefeito Norberto (Leopoldo Pacheco) e de Aurora (Bia Seidl), que se formou em economia e administra os negócios da família e a vida política do pai. Ela desperta o interesse de Geraldo (Lucci Ferreira), o herdeiro fanfarrão de grandes fazendas que passa o tempo em noitadas e bebida, mas vê a necessidade de mudar e se tornar responsável para conquistar a moça. Peão amigo de Zeca, Zé Camilo (Daniel) desperta o interesse de várias moças, mas só tem olhos para Tonha (Manuela do Monte) sem imaginar que ela também gosta dele. Zuleika (Cristiana Oliveira) é uma solteirona que faz de tudo para casar com o italiano Bertoni (Kadu Moliterno) quando o conhece, embora ele tenha pavor de relacionamentos sérios. Dona Ida (Walderez de Barros) é dona de uma pensão frequentada por todos os visitantes da cidade, incluindo Ricardo (Guilherme Berenguer), que se interessa por sua neta, Aninha (Juliana Boller), a contragosto da avó, que acredita que os forasteiros só querem se divertir com as moças da cidade. Já Jacira (Caroline Abras) e Edite (Paula Barbosa) disputam o amor do piloto Marcos (João Sabiá).

## Elenco
| Intérprete          | Personagem                                       | Intérpretes da versão original de 1982 |
| ------------------- | ------------------------------------------------ | -------------------------------------- |
| Nathalia Dill       | Maria Rita Godói (Santinha)                      | Cristina Mullins                       |
| Eriberto Leão       | José Eleutério Ferrabraz (Zeca / Filho do Diabo) | Kadu Moliterno                         |
| Cássia Kis          | Mariana Godói                                    | Eloísa Mafalda                         |
| Vanessa Giácomo     | Maria Rosa Almeida Villas (Rosinha)              | Zaira Zambelli                         |
| Guilherme Winter    | Otávio Elias Barbosa                             | Mário Cardoso                          |
| Mauro Mendonça      | Antero Godói                                     | Jofre Soares                           |
| Reginaldo Faria     | Eleutério Ferrabraz                              | Cláudio Corrêa e Castro                |
| Cristiana Oliveira  | Zuleika Tavares                                  | Thelma Reston                          |
| Kadu Moliterno      | Raul Bertoni (Bertoni)                           | Jorge Cherques                         |
| Fernanda Paes Leme  | Maria Rosa Albuquerque Medeiros                  | Elizângela                             |
| Lucci Ferreira      | Geraldo Valfrido Gutiérrez                       | Roberto Pirillo                        |
| Alexandre Nero      | Terêncio Villas                                  | Roberto Bonfim                         |
| Daniel              | José Camilo dos Santos (Zé Camilo)               | Sérgio Reis como Diogo                 |
| Manuela do Monte    | Antônia da Silva (Tonha)                         | Ângela Tornatore                       |
| Leopoldo Pacheco    | Prefeito Norberto Medeiros                       | Sérgio Britto                          |
| Bia Seidl           | Aurora Medeiros                                  | Tereza Rachel                          |
| Guilherme Berenguer | Ricardo Novaes                                   | Caíque Ferreira                        |
| Juliana Boller      | Ana Célia Aires (Aninha)                         | Simone Carvalho                        |
| Soraya Ravenle      | Josefa Silvério (Zefa)                           | Neuza Amaral                           |
| Cris Vianna         | Candinha                                         | Nice Meireles                          |
| Carlos Vereza       | Padre Bento                                      | Ary Fontoura                           |
| Walderez de Barros  | Ida Aires                                        | Henriqueta Brieba                      |
| João Sabiá          | Marcos Miola                                     | Cláudio Corazza                        |
| Caroline Abras      | Jacira                                           | Margareth Boury                        |
| Paula Barbosa       | Edite                                            | Bia Seidl                              |
| Jackson Costa       | Isidoro                                          | Ernesto Bambini                        |
| Alexandre Rodrigues | Tóbi                                             | Cosme dos Santos                       |
| Lidi Lisboa         | Das Dores Peixoto                                | Íris Nascimento                        |
| Aisha Jambo         | Leni Peixoto                                     |                                        |
| Lucy Ramos          | Maria Cleusa Peixoto (Cleusinha)                 | Márcia Tourinho                        |
| Gésio Amadeu        | Capita                                           |                                        |
| Cosme dos Santos    | José Carlos Peixoto (Zé do Correio)              | Fernando José                          |
| José Augusto Branco | Amadeu Bertoni (Nono)                            | Manfredo Colassanti                    |
| Genézio de Barros   | Modesto                                          | Arthur Costa Filho                     |
| Edney Giovenazzi    | Paulino                                          |                                        |
| Hugo Gross          | Pedro do Posto                                   | Macedo Neto como Chico Motorista       |
| Mareliz Rodrigues   | Nina                                             |                                        |
| Claudio Galvan      | Vadinho                                          | Ruy Rezende                            |
| Rodrigo Satter      | Tiago                                            |                                        |
| Yassir Chediak      | Juvenal                                          |                                        |
| Thommy Schiavo      | Chico                                            |                                        |
| Eduardo Di Tarso    | Paraná                                           |                                        |

### Participações especiais
| Intérprete                 | Personagem                  |
| -------------------------- | --------------------------- |
| Marcelo Faria              | Eleutério Ferrabraz (jovem) |
| Luli Miller                | Nena Ferrabraz              |
| Ana Paula Botelho          | Noca                        |
| Oscar Magrini              | Falconi                     |
| Duda Ribeiro               | Mané Corrupio Silvério      |
| Aramis Trindade            | Zé das Mortes               |
| Larissa Vereza             | Irmã Matilde                |
| Anamaria Barreto           | Madre Superiora             |
| Laércio Fonseca            | Tuta                        |
| Luiz Antônio do Nascimento | Tião (jovem)                |
| Sérgio Reis                | Diogão                      |
| Wal Schneider              | Zé Calango                  |

## Produção
Segundo o autor, a Globo pretendia fazer este remake desde 2006, mas devidos a inúmeros contratempos a produção foi adiada, sendo finalmente iniciada em 2008. Os temas que eram recorrentes na versão de 1982 foram atualizados. Ao invés do desmatamento da Mata Atlântica, o foco passou a ser a floresta amazônica. Temas políticos que foram reprimidos pela censura puderam ser explorados nesta segunda versão.
A novela se passa no estado do Mato Grosso, nas cidades de Poconé (Pantanal), Chapada dos Guimarães e Nobres. Foram utilizadas fazendas de gado e cenas de rodeio nas cidades próximas, como também áreas de interesse turístico na região. Benedito Ruy Barbosa investe na temática rural brasileira retratando a vida nas fazendas, a peonada que está na lida, as viagens de comitivas e a moda de viola. O texto traz enfoques políticos, aborda a questão agrária, alerta sobre os desmatamentos e mostra a chegada do progresso à pequena e pacata Paraíso, uma cidade do interior. As histórias são entremeadas pelos romances, pelas quermesses da igreja, pelas fofocas das moças da cidade e pelos "causos" que ganham ânimo no balcão do bar. "Lavei a alma escrevendo Paraíso e espero que tenha o mesmo sucesso da primeira versão", diz Benedito.

### Escolha do elenco
Nathalia Dill foi escalada para o papel da protagonista Maria Rita devido a boa repercussão da atriz como a antagonista da décima quinta temporada de Malhação.
Cássia Kis havia sido confirmada no elenco da décima sexta temporada de Malhação no papel da milionária Olga, avó da protagonista interpretada por Bianca Bin, porém, a pedido do autor Benedito Ruy Barbosa, a atriz declinou do papel da temporada para poder interpretar a beata Mariana, enquanto o papel da milionária ficou para Rosaly Papadopol.
Marcou a estreia do cantor Daniel como ator, onde o convite para participar da trama também veio do próprio autor, que escreveu o personagem Zé Camilo especialmente para ele.
Kadu Moliterno, Bia Seidl e Cosme dos Santos participaram da primeira versão da trama, nos papéis do protagonista Zeca, da romântica Edite e do fazendeiro Tobi, respectivamente, enquanto no remake desempenharam os papéis do italiano Bertoni, da esposa do prefeito Aurora e do entregador de jornais Zé do Correio, respectivamente.

## Exibição

### Exibição internacional
Foi exibida na Íntegra pela TV Globo Portugal de Setembro de 2020 à Abril de 2021 às 18:00 Horas, sendo substituída pela novela Desejo Proibido.
Também sendo exibida em:  Portugal - SIC,  Bolívia - Unitel,  Nicarágua - Televicentro,  Chile - Canal 13,  Moçambique - STV,  Cuba - Cubavisión,  Porto Rico - Wapa-TV e  Croácia - RTL / RTL Plus / RTL 2.

## Audiência
Segundo dados consolidados, a estreia da trama registrou 25 pontos de audiência e participação de 53%. No capítulo inicial, Maria Rita avisa a Mariana que não será mais freira, e Zeca enfrenta um Touro Bravo. No dia 31 de março, uma terça-feira, a trama marcou 19 pontos. No dia 29 de julho, uma quarta-feira, a trama bateu o seu recorde de audiência com 32 pontos de média. Nesse dia, Santinha encontra Zeca pela primeira vez desde que saiu do convento.
Paraíso obteve em seu último capítulo uma média de 30 pontos com picos de 34 pontos, segundo dados consolidados. No último capítulo do folhetim, Santinha foge com Zeca no dia de seu casamento com Otávio e tem um final feliz ao lado do "filho do diabo". A reapresentação do último capítulo marcou 26 pontos. A novela marcou média total de 26 pontos, recuperando a audiência da faixa, que vinha sido devastada pelas antecessoras.

## Prêmios
Premio Tudo De Bom - Jornal O Dia (2009)
- Melhor atriz - Cássia Kiss

Melhores do Ano - 2009
- Melhor ator - Eriberto Leão

## Música

### Nacional
Esse CD recebeu uma certificação de platina pela ABPD, devido a mais de 100 mil cópias vendidas.
Capa: Logotipo da novela
1. "Nada Normal" – Victor & Leo
2. "Jeito de Mato" – Paula Fernandes e Almir Sater
3. "Coração Só Vê Você" – João Bosco & Vinícius
4. "Faça Alguma Coisa" – Zezé di Camargo & Luciano
5. "Deus e eu no Sertão" - Victor & Leo
6. "Longe" – Leonardo
7. "Meu Dengo (Ao Vivo)" – Tânia Mara (participação especial: Roberta Miranda)
8. "Paraíso" – César Menotti e Fabiano
9. "Chuá, Chuá (Ao Vivo)" – Chitãozinho & Xororó
10. "Mulher Para Namorar" – Janaína Kais
11. "Ah! Que Deus É Esse" – Zé Henrique & Gabriel
12. "Linda Menina" – Roger & Robson
13. "Pitangueira" – Monique Kessous
14. "Sertaneja" – Fioravante & Guimarães
15. "Traz de Volta" – Enzo & Rodrigo
16. "Ordem Natural das Coisas" – Rodrigo Sater
17. "A Fé" – Zé Geraldo
18. "Contador de Causo" – Chico Teixeira (participação especial: Renato Teixeira)
19. "Anunciação" – Yassir Chediak
20. "Por causa de Você" – The Originals / Almir Bezerra

### Rádio A Voz do Paraíso
Capa: Lucci Ferreira
1. "Detonou (ao vivo)" - João Neto e Frederico
2. "100% casamento" - Bruno & Marrone
3. "Pagode/Pagode em Brasília/Vou tomar um pingão (ao vivo)" - Hugo Pena & Gabriel
4. "Você de volta" - Maria Cecília & Rodolfo
5. "Estrela" - Álvaro & Daniel
6. "Bruto, rústico e sistemático" - João Carreiro & Capataz
7. "Ôh…viola iluminada" - Sérgio Reis
8. "Três toques na madeira" - Almir Sater
9. "Toma um gole" - Rud & Robson
10. "Com dinheiro é mole" - Gino & Geno
11. "Eu não contei até 10" - Guilherme & Santiago
12. "Arrepiou, arrepiou" - Gian & Giovani
13. "No lugar onde eu moro" - Hugo & Tiago
14. "Tá meio fraco" - Ricardo & Eduardo
15. "Eta, eta, eta" - João Pedro & Giuliano
16. "Aí nóis bebe" - Cezar & Paulinho
17. "Cowboy de rodeio (you win my love)" - Erika & Elayne

### Os Violeiros da Novela Paraíso: Tiago e Juvenal
Capa: Rodrigo Satter e Yassir Chediak
1. "Amanheceu, peguei a viola"
2. "Estrela de boiadeiro" - part. esp. Almir Sater e Sérgio Reis
3. "O trem das 7"
4. "Vide, vida marvada"
5. "Te amo em sonhos" - part. esp. Paula Fernandes
6. "Feijão queimado"
7. "Ai, que falta de ar"
8. "Prenda minha"
9. "Do princípio até o fim"
10. "Felicidade"
11. "De papo pro ar"
12. "Serenou na madrugada"
13. "Deixa, amor"
14. "Saudade de minha terra"